# Sesbania javanica
Sesbania javanica är en ärtväxtart som beskrevs av Friedrich Anton Wilhelm Miquel. Sesbania javanica ingår i släktet Sesbania och familjen ärtväxter. IUCN kategoriserar arten globalt som livskraftig. Inga underarter finns listade i Catalogue of Life.